# Fort Valley
Fort Valley é uma cidade localizada no estado americano de Geórgia, no Condado de Peach.

## Demografia
Segundo o censo americano de 2000, a sua população era de 8005 habitantes.
Em 2006, foi estimada uma população de 8142, um aumento de 137 (1.7%).

## Geografia
De acordo com o United States Census Bureau tem uma área de
13,6 km², dos quais 13,6 km² cobertos por terra e 0,0 km² cobertos por água.

## Localidades na vizinhança
O diagrama seguinte representa as localidades num raio de 24 km ao redor de Fort Valley.